# Iwan Cziczajew
Iwan Andriejewicz Cziczajew (ros. Иван Андреевич Чичаев; ur. 24 września 1896 we wsi Uskliaj w powiecie ruzajewskim w guberni penzeńskiej, zm. 15 listopada 1984 w Moskwie), członek WKP(b), dyplomata, pułkownik – funkcjonariusz radzieckiego wywiadu, m.in. rezydent wywiadu radzieckiego w Japonii oraz w latach 1941–1945 w Londynie.

## Życiorys
Rok po wybuchu I wojny światowej (1915) powołany do wojska, podoficer. W 1918 roku wstąpił do Wszechzwiązkowej Komunistycznej Partii (bolszewików) – WKP(b) i do nowo utworzonych organów bezpieczeństwa – Wszechrosyjskiej Komisji Nadzwyczajnej do Walki z Kontrrewolucją i Sabotażem (skr. CzeKa), działał także w Trybunale Rewolucyjnym i pracował w ochronie kolei. W 1923 roku zatrudniony w wywiadzie zagranicznym (wówczas Wydział Zagraniczny (INO) Zjednoczonego Państwowego Zarządu Politycznego OGPU), w tym samym czasie został zatrudniony także w Ministerstwie Spraw Zagranicznych (wówczas – Ludowym Komisariacie Spraw Zagranicznych), zapewne aby uzyskać tzw. przykrywkę dyplomatyczną dla swej działalności wywiadowczej. Swoją służbę jako rezydent wywiadu i dyplomata rozpoczął na placówce w Mongolii, później kolejno w Tuwie, Korei, Japonii i Estonii. Następnie przez dwa lata (od 1938 do 1940 roku) kierował rezydenturą w Rydze, pod przykrywką pierwszego sekretarza przedstawicielstwa handlowego, a później radcy ambasady. Przed wchłonięciem republik bałtyckich przez Związek Radziecki Cziczajew został wezwany na osobiste przesłuchanie przez Józefa Stalina, po czym sondował na jego polecenie możliwość utworzenia kolaboracyjnego rządu łotewskiego. Po zajęciu republik nadbałtyckich przez ZSRR był głównym doradcą wiceprzewodniczącego Rady Komisarzy Ludowych byłego krwawego prokuratora generalnego z czasów czystek lat trzydziestych, Andrieja Wyszyńskiego, nadzorującego wówczas sowietyzację Łotwy. Następnie mianowano go doradcą ambasady i rezydentem wywiadu w Szwecji.
W latach 1941–1945, przebywał w Wielkiej Brytanii jako szef (rezydent) tamtejszej rezydentury londyńskiej, za przykrywkę służyła mu funkcja radcy poselstwa przy rządach wychodźczych (w tym polskiego). Był koordynatorem pracy służb specjalnych radzieckich (NKWD/Ludowego Komisariatu Bezpieczeństwa Państwowego) i państw sojuszniczych (SOE/MI5/MI6 i OSS). W tym czasie obracał się w najwyższych politycznych sferach alianckich, m.in. jako osobisty znajomy ówczesnego premiera Wielkiej Brytanii Winstona Churchilla, przywódcy wolnych Francuzów, generała Charles’a de Gaulle’a i premiera rządu RP na obczyźnie, generała Władysława Sikorskiego. Cziczajew uczestniczył także w realizacji polityki wobec Polski, zwerbował prawdopodobnie Gienricha, jednego z ministrów rządu gen. Sikorskiego (jak się później okazało informatorem NKWD/Ludowego Komisariatu Bezpieczeństwa Państwowego był także inny członek polskiego rządu Sadikow). Ponieważ utrzymywał dobre stosunki z prezydentem Czechosłowacji, Edvardem Benesem, radzieckim agentem (wpływu), w latach 1944–1945 został przedstawicielem przy rządzie czechosłowackim, po wojnie zaś do 1947 roku radcą ambasady w Pradze i reprezentantem Związku Radzieckiego przy czechosłowackich organach bezpieczeństwa. Następnie odwołany do Moskwy, pracował w aparacie centralnym Ministerstwa Bezpieczeństwa Państwowego Związku Radzieckiego na Łubiance. W 1950 roku wyjechał na dwa lata do NRD, po powrocie w 1952 roku przeniesiony na emeryturę. 

## Odznaczenia
- Order Lenina
- Order Czerwonego Sztandaru (dwukrotnie)
- Order Czerwonej Gwiazdy
- Order „Znak Honoru”